# Dimetyloxalat
Dimetyloxalat är en dimetylester av metanol och oxalsyra med formeln (CH3)2C2O4.

## Egenskaper
Dimetyloxalat förekommer i ren form som vita kristaller eller flingor. Det är lösligt i alkohol och eter men hydrolyseras i varmt vatten.

## Framställning
Dimetyloxalat framställs genom att reagera metanol (CH3OH) och oxalsyra (C2O2(OH)2) med svavelsyra som katalysator.
{\displaystyle {\rm {2\ CH_{3}OH+C_{2}O_{2}(OH)_{2}\ {\xrightarrow {H_{2}SO_{4}}}\ (CH_{3})_{2}C_{2}O_{4}+2\ H_{2}O}}}

### Oxidativ karbonyleringsväg
Preparatet genom oxidativ karbonylering har väckt intresse eftersom det endast kräver C1-prekursorer:
{\displaystyle {\rm {4\ CH_{3}OH+4\ CO+O_{2}\xrightarrow {cat} \ 2\ (CO_{2}CH_{3})_{2}+2\ H_{2}O}}}
Reaktionen katalyseras av Pd2+. Syntesgasen erhålls mestadels från kol eller biomassa. Oxidationen sker via dinitrogentrioxid, som enligt (1) bildas av kvävemonoxid och syre och sedan reagerar enligt (2) med metanol som bildar metylnitrit:
I nästa steg av dikarbonylering (3) reagerar kolmonoxid med metylnitrit på dimetyloxalat i ångfasen vid atmosfärstryck och temperaturer vid 80-120 °C över en palladiumkatalysator:
Summaformel:
Denna metod är förlustfri med avseende på metylnitrit, som fungerar praktiskt som bärare av oxidationsekvivalenter. Det bildade vattnet måste emellertid avlägsnas för att förhindra hydrolys av dimetyloxalatprodukten. Med 1 procent Pd/α-Al2O3 produceras dimetyloxalat selektivt i en dikarbonyleringsreaktion och under samma betingelser med 2 procent Pd/C produceras dimetylkarbonat genom monokarbonylering:
Alternativt kan den oxidativa karbonyleringen av metanol utföras med högt utbyte och selektivitet med 1,4-bensokinon som oxidant i systemet Pd(OAc)2/PPh3/bensokinon med massförhållandet 1/3/100 vid 65 °C och 70 atm CO:

## Användning
Dimetyloxalat används som lösningsmedel och för tillverkning av läkemedel.
Dimetyloxalat (och den relaterade dietylestern) används i olika kondensationsreaktioner. Till exempel kondenserar dietyloxalat med cyklohexanon för att ge diketoester, ett råämne till pimelinksyra. Med diaminer kondenserar diestrarna av oxalsyra för att ge cykliska diamider. Quinoxalinedion framställs genom kondensation av dimetyloxalat och o-fenylendiamin: 
C2O2(OMe)2  +  C6H4(NH2)2   →   C6H4(NHCO)2  +  2 MeOH
Hydrogenering ger etylenglykol. Dimetyloxalat kan omvandlas till etylenglykol med högt utbyte (94,7 procent).
Den bildade metanolen återvinns i processen med oxidativ karbonylering.
Dekarbonylering ger dimetylkarbonat.
Difenyloxalat erhålls genom transesterifiering med fenol i närvaro av titankatalysatorer, som återigen avkarboniseras till difenylkarbonat i vätske- eller gasfasen.
Dimetyloxalat kan också användas som metyleringsmedel. Det är särskilt mindre giftigt än andra metyleringsmedel som metyljodid eller dimetylsulfat.